# William Gregory Lee
Pour les articles homonymes, voir William Lee et Lee.
William Gregory Lee est un acteur américain, né le 24 janvier 1973 à Virginia Beach, en Virginie (États-Unis).

## Filmographie

### Cinéma
- 2002 : Fits and Starts : Intense Boy-Man
- 2002 : Wolves of Wall Street : Jeff Allen
- 2004 : Entre les mains de l'ennemi : U.S.S. Logan Radarman
- 2005 : Hell to Pay : Chance Scott
- 2005 : Le Sang des Vikings : Sven
- 2005 : The Cabinet of Dr. Caligari : Joseph Stern
- 2005 : Wheelmen : Andy
- 2006 : Sam's Lake : Jesse
- 2007 : Desperate Escape : Bill Masterson
- 2007 : Mexican Sunrise : Wil
- 2008 : House of Fallen : Brooks
- 2009 : Bitch Slap : Hot Wire
- 2009 : Tripping Forward : Tripp
- 2016 : Domain : Boston
- 2017 : Blind Trust : Darryl
- 2017 : Things Don't Stay Fixed

### Courts-métrages
- 1997 : Anything Once

### Télévision

#### Séries télévisées
- 1997 : Beverly Hills : Club-Goer
- 1997 : Les feux de l'amour : Hutch
- 1998 : Rude Awakening : Paul
- 1998 : Wind on Water : Cole Connolly
- 1999 : Clueless : Wesley Hamilton
- 2000 : 100% normal : Dan Riley
- 2000 : Xena, la guerrière : Virgil
- 2000-2001 : Dark Angel : Zack / Sam
- 2001 : Alerte à Malibu : Eric
- 2001 : V.I.P. : Kenny Farmer / Hans Lamal
- 2002-2003 : JAG : Lt. Dave Phelps / Lt. Andrew Wick
- 2003 : Run of the House : Justin
- 2004 : Nip/Tuck : Airport Security Guard
- 2004-2007 : Dante's Cove : Ambrosius Vallin
- 2005 : Here! Backlot : Lui-même
- 2005 : NCIS : Enquêtes spéciales : Sgt. Keith Archer
- 2006 : Las Vegas : Scott
- 2007 : Les experts: Manhattan : Martin Boggs
- 2011 : Femme Fatales : Jimmy
- 2011-2014 : Justified : Nick Mooney
- 2012 : NCIS: Los Angeles : Blake Mayfield
- 2013-2015 : From the Mouths of Babes : Lui-même
- 2015 : Mentalist : Steve Sellers

#### Téléfilms
- 1996 : A Kiss So Deadly : Adam
- 1996 : The Adventures of Young Indiana Jones: Travels with Father
- 2008 : Totale éclipse: la chute d'Hypérion : Ken Stone
- 2009 : Hydra : Clarence Elkins